# マニヒ環礁
マニヒ環礁（Manihi）、またはマニヒ島は、フランス領ポリネシアに属する島。タヒチの北東500㎞に位置し、トゥアモトゥ諸島に属する。マニヒ島は、黒真珠の養殖が盛んであり、主産業となっている。
マニヒ環礁の人口推移
| 192                      | 313 | 429 | 769 | 789 | 816 | 685 |
| ソース ISPF,[2] * : 推定 |     |     |     |     |     |     |